# 三宝 (作曲家)
三宝（1968年6月5日—），原名那日松，男，蒙古族，祖籍内蒙古科尔沁左翼中旗，生于呼和浩特，中国作曲家。

## 生平
1991年三宝毕业于中央音乐学院，1989年即开始涉足流行音乐创作。

## 代表作品
《亚运之光》、《不见不散》（孙楠原唱）、《暗香》（沙宝亮原唱）、《你是这样的人》、《我欲成仙》（由刘欢演唱）、《相思》（由毛阿敏演唱）、《地厚天高》（《蓝猫淘气三千问》片头曲）等。並为《像霧像雨又像風》等電視劇和《百年恩来》、《不见不散》、《我的父亲母亲》、《一个都不能少》、《嘎达梅林》、《飞越老人院》等电影配乐。音乐剧《金沙》、《蝶》等。

## 家庭
其父是单簧管教育家包玉山，其母是《嘎达梅林》音乐的作曲者辛沪光。